# Wilhelm II. (England)

Wilhelm II. (England).

Wilhelm II., englisch William II, genannt William Rufus, französisch Guillaume II, genannt Guillaume le Roux (* 1056; † 2. August 1100 bei Lyndhurst in Hampshire), war von 1087 bis zu seinem Tod König von England. Der Beiname Rufus bedeutet „mit den roten Haaren“ oder „mit den roten Wangen“. Er war der Sohn Wilhelms des Eroberers und Mathildes, die der Herrscherdynastie der Kapetinger entstammte. Am 26. September 1087 wurde er in der Westminster Abbey gekrönt.

## Zeitgenössische Rezeption
Obwohl Wilhelm ein erfolgreicher Soldat war, war er andererseits auch ein rücksichtsloser Herrscher und bei seinen Untertanen sehr unbeliebt. Die Angelsächsische Chronik berichtet, dass er „von fast allen Untertanen gehasst wurde“. Man muss diese Sicht der angelsächsischen Chronisten aber kritisch sehen, denn einerseits gehörten die Chronisten jener Zeit üblicherweise dem Klerus an und Rufus lag gerade mit der Kirche lange und intensiv im Streit, und andererseits verachtete er, wie es damals unter den Normannen üblich war, die angelsächsische Kultur.
Wilhelm war ein auffallender Charakter und seine Regierungszeit war geprägt von seinem kriegerischen Temperament. Er war nie verheiratet und hatte keine unehelichen Kinder. Verschiedene zeitgenössische Chronisten (Ordericus Vitalis, Wilhelm von Malmesbury und Serlo, Bischof von Bayeux und Abt von Gloucester) berichten andererseits von homosexuellen Liebschaften des Königs. Wilhelm von Malmesbury äußerte sich verächtlich über Wilhelms Hofstaat, den er voller „weibischer“ junger Männer in extravaganter Kleidung beschrieb. Ordericus Vitalis erwähnt „Wüstlinge und Sodomiten“, die während Wilhelms Regierung in hoher Gunst standen, und stimmte dem nachfolgenden König Heinrich I. zu, der als eine seiner ersten Amtshandlungen den Höflingen das lange Haar scheren ließ.
Wilhelms Günstling war Ranulf Flambard, den er 1099 zum Bischof von Durham machte. Dies war zu damaliger Zeit neben dem kirchlichen Amt auch mit einem adligen Lehnsgut verbunden.

### Äußere Erscheinung
Wilhelm von Malmesbury beschreibt Wilhelm Rufus als: „...muskulös; seine Gesichtsfarbe war gerötet, sein Haar gelb; sein Blick war offen; seine Augen verschiedenfarbig, mit glitzernden Tupfern; sehr kräftig, aber nicht sehr groß, und sein Bauch eher hervorstehend;...“

## Frühe Jahre
Der genaue Geburtstag von Wilhelm steht nicht fest, lag aber zwischen 1056 und 1060. Er war der dritte von vier Söhnen Wilhelms des Eroberers und Mathildes. Das Herzogtum Normandie würde später von seinem ältesten Bruder Robert Curthose geerbt werden.
Erzogen wurde Wilhelm von Lanfrank von Bec. Es zeichnete sich schon während seiner Jugend ab, dass er zwar ein hervorragender Feudalherr werden würde, aber nicht fähig war, König zu werden.
Nach dem unerwarteten Tod seines zweitältesten Bruders Richard wurde Wilhelm zum Thronfolger ernannt und folgte seinem Vater 1087 auf den englischen Thron. Dies führte zu langjähriger Feindschaft mit Robert, die erst beigelegt wurde, als der jüngste Bruder Heinrich 1091 einen Umsturzversuch startete. Die Beziehungen zwischen den drei Brüdern blieben dennoch ständig gespannt.
Wilhelm hatte fünf oder sechs Schwestern.

## England und Frankreich
Die Entscheidung, die Besitztümer Wilhelm des Eroberers beidseitig des Ärmelkanals aufzuteilen, führte für diejenigen Adligen, die Ländereien auf beiden Seiten des Kanals hatten, zu einem Dilemma.
Da Wilhelm und sein Bruder Robert Rivalen waren, mussten sich die Adligen entscheiden, welchem Lehnsherrn sie dienen sollten. Sie würden auf jeden Fall die Gunst des anderen Herrschers verlieren.
Die einzige Möglichkeit, die sie sahen, war, die beiden Reiche, Normandie und England, zu vereinigen. Dies führte zur Rebellion von 1088, in der die Adligen sich Robert Curthose anschlossen. Anführer dieser Rebellion war der Bischof Odo von Bayeux, ein Halbbruder von Wilhelm dem Eroberer.
Robert Curthose unterließ es allerdings, in England zu erscheinen und die Rebellen zu unterstützen, so dass Wilhelm die Aufständischen mit Silber und Versprechen hinsichtlich einer besseren Regierung auf seine Seite ziehen konnte.
Wilhelm fiel 1090 in der Normandie ein und schlug Roberts Heer vernichtend. Dieser musste daraufhin Teile seiner Ländereien an Wilhelm abtreten. In der Folge legten sie ihren Streit bei und Wilhelm versprach Robert seine Unterstützung bei der geplanten Rückgewinnung der französischen Grafschaft Maine.
Wilhelm regierte zu dieser Zeit eines der mächtigsten Königreiche Europas und hatte innenpolitisch wenig Probleme mit dem Adel. Zudem waren ihm, wie in der Normandie, die Bischöfe und Äbte verpflichtet, da er in seinem Königreich nach normannischer Tradition jederzeit das Recht hatte, Kirchenämter neu zu vergeben – anders als etwa im Heiligen Römischen Reich, wo Heinrich IV. während des Investiturstreits aus genau diesem Grund exkommuniziert wurde. Die Verwaltung der königlichen Güter in England und der Normandie erreichten eine für damalige Verhältnisse unglaubliche Leistungsfähigkeit im mittelalterlichen Europa.
Anders als die Capetinger in Frankreich, die die Monarchie eng mit der Hierarchie der Kirche verbanden, führte Wilhelms Art, sich von päpstlicher Verdammung relativ unbeeindruckt zu zeigen, zu einem geeinten Königreich.

## Verhältnis zur Kirche
Schon nach ein paar Jahren verlor Wilhelm Rufus seinen Berater Lanfranc, den italo-normannischen Erzbischof von Canterbury, der im Jahre 1089 starb. Zunächst setzte Wilhelm für einige Jahre keinen neuen Erzbischof ein, sondern kassierte in dieser Zeit selbst die kirchlichen Einkünfte.
Als er 1093 schwer erkrankte, entschied er sich doch noch dazu, Anselm von Canterbury als Erzbischof einzusetzen. Anselm, der auch italo-normannischer Herkunft war, war einer der bedeutendsten Theologen seiner Zeit. Es begann eine lange Zeit der Feindseligkeit zwischen Kirche und Staat.
Anselm war ein stärkerer Unterstützer der Gregorianischen Reformen in der Kirche als es Lanfranc gewesen war. Wilhelm und Anselm waren sich in vielen kirchlichen Angelegenheiten nicht einig. Wilhelm äußerte einmal, dass er
...ihn gestern sehr gehasst, ihn heute sehr hasse und ihn morgen und überhaupt immer mehr hassen werde.
Der englische Klerus allerdings verhielt sich Anselm gegenüber öffentlich zurückhaltend, da er dem König durch verliehene Ämter und Einkommen verpflichtet war. Im Jahre 1095 berief Wilhelm ein Konzil in Rockingham ein, um Anselm unter Kontrolle zu bringen, aber der Erzbischof blieb standhaft.
Im Oktober 1097 ging Anselm ins Exil und trug dem Papst seinen Fall vor. Der neue Papst, der diplomatische und anpassungsfähige Urban II. war zu jener Zeit gerade in einen Streit mit dem Kaiser des Heiligen Römischen Reiches, Heinrich IV. verwickelt, der einen Gegenpapst unterstützte. Da sich Urban nicht einen weiteren Feind machen wollte, schloss er mit Wilhelm Rufus ein Konkordat. Darin erkannte Wilhelm Urban als Papst an und Urban segnete die anglo-normannische Verfahrensweise in kirchlichen Fragen nach dem damaligen Status quo ab.
Anselm blieb im Exil und Wilhelm konnte die Einnahmen des Erzbistums Canterbury bis zum Ende seiner Herrschaft einziehen.

## Krieg und Rebellion
Die normannischen Besitztümer, die Wilhelm von seinem Vater erbte, sind detailliert im Domesday Book verzeichnet, einer Auflistung, die im damaligen Europa einmalig war und der Monarchie Kontrolle über das Land gab. Was Wilhelm nicht von seinem Vater erbte, waren Charisma und politisches Können. Er schaffte es nicht, den Hang der normannischen Lords zu Rebellion und Gewalt zu kanalisieren.
Im Jahre 1095 weigerte sich Robert von Mowbray, der Earl von Northumberland, an der dreimal im Jahr stattfindenden Curia Regis, dem Rat des Königs, teilzunehmen. Dort verkündete der König seine Regierungsentscheidungen dem Hochadel. Wilhelm griff Robert daraufhin mit seiner Armee an und besiegte ihn. Robert von Mowbray wurde enteignet und eingekerkert. Ein weiterer Adliger, Wilhelm von Eu, wurde des Verrats angeklagt, geblendet und entmannt.
Außenpolitisch hatte Wilhelm einige Erfolge zu verzeichnen. Im Jahre 1091 schlug er die Armee des schottischen Königs Malcolm III. zurück und zwang ihn, Wilhelm zu huldigen. Später stritten beide Könige erneut über Malcolms Besitztümer in England und Malcom fiel nochmals in England ein und plünderte Northumbria. In der Schlacht von Alnwick wurden er und sein Sohn Eduard von Robert von Mowbray aus dem Hinterhalt angegriffen und getötet. Malcolms jüngerer Bruder Donald bestieg daraufhin als Donald III. den schottischen Thron. Wilhelm unterstützte allerdings Malcolms Sohn Duncan in seinen Ansprüchen auf die Thronfolge und später Edgar, einen weiteren Sohn Malcolms.
Edgar eroberte 1094 Lothian und konnte drei Jahre später Donald vom Thron verdrängen. Zuvor hatte er mit Wilhelms Hilfe einen Feldzug zusammen mit Edgar Ætheling geführt. Edgar erkannte Wilhelms Herrschaft über Lothian an und schloss sich dessen Hofstaat an.
In Wales hatte Wilhelm weniger Glück und scheiterte mit zwei Überfällen in den Jahren 1096 und 1097.
1096 schloss sich Wilhelms Bruder Robert Curthose dem Ersten Kreuzzug an. Um das Unternehmen zu bezahlen, benötigte Robert Geld und verpfändete daher sein Herzogtum an William für den Preis von 10.000 Mark, einer Summe, die etwa ein Viertel von Wilhelms Jahreseinkommen darstellte.
Um das Geld aufzubringen, trieb er in England gegen viele Widerstände eine neue, sehr hohe Steuer ein. In Roberts Abwesenheit regierte Wilhelm als Regent die Normandie.
Robert kehrte jedoch im September 1100 vom Kreuzzug zurück, einen Monat nach Wilhelms Tod.
Während seiner Regentschaft in der Normandie führte Wilhelm von 1097 bis 1099 Feldzüge gegen Frankreich. Er sicherte zwar den nördlichen Teil der Grafschaft Maine, scheiterte aber daran, Teile der Vexinregion zu kontrollieren. Zum Zeitpunkt seines Todes plante er gerade einen Überfall auf Aquitanien in Südwestfrankreich.

## Ungeklärte Todesumstände
Der vielleicht bekannteste Aspekt im Leben von Wilhelm Rufus ist sein Tod, als er gerade auf der Jagd im New Forest war. Er wurde durch einen Pfeil in die Lunge getroffen, aber die näheren Umstände blieben unklar.
An einem klaren Augusttag des Jahres 1100 organisierte Wilhelm eine Jagdgesellschaft im New Forest. Ein Bericht von Ordericus Vitalis beschreibt die Vorbereitungen der Jagd:
… ein Waffenschmied kam zu ihm [Rufus] und zeigte ihm sechs Pfeile. Der König nahm sie an sich mit großer Befriedigung, die Arbeit lobend und nicht ahnend, was passieren würde, behielt vier für sich und hielt die beiden anderen Walter Tyrrel hin mit den Worten: „Es ist nur richtig, dass die schärfsten dem Mann gegeben werden, der die tödlichsten Schüsse zu schießen weiß.“
Auf der anschließenden Jagd zerstreute sich die Jagdgesellschaft und auch Wilhelm in Begleitung von Walter Tyrell (oder Tirel), des Seigneur de Poix, wurde von den anderen getrennt. Hier wurde Wilhelm zum letzten Mal lebend gesehen.
Am nächsten Tag wurde Wilhelm von einer Gruppe örtlicher Bauern gefunden. Er lag tot in den Wäldern, und ein Pfeil hatte seine Lunge durchbohrt. Williams Körper blieb am Ort und alle Adligen flohen auf ihre normannischen und englischen Besitztümer, da das Gesetz vorsah, dass mit dem Tod des Königs auch Gesetz und Ordnung neu geregelt werden müsse. Um ihre Besitztümer zu sichern, war es von Vorteil, anwesend zu sein.
Wilhelms jüngerer Bruder Heinrich eilte nach Winchester, um den Königsschatz zu sichern, dann weiter nach London, wo er innerhalb weniger Tage gekrönt wurde. Dies geschah, bevor irgendein Erzbischof angekommen war.
Der Legende nach soll ein örtlicher Köhler namens Purkis den königlichen Leichnam auf seinem Karren zur Kathedrale von Winchester gebracht haben.
Den Aufzeichnungen zufolge, die Wilhelm von Malmesbury in seiner „Chronik der englischen Könige“ (ca. 1128) machte, soll Wilhelms Tod kein Mord gewesen sein:
Am Tag bevor der König starb, träumte er im Himmel zu sein. Er wachte plötzlich auf. Er befahl, dass Licht gebracht werden sollte und verbot seiner Dienerschaft ihn zu verlassen. Am nächsten Tag gingen sie in die Wälder … Er wurde von wenigen Personen begleitet … Walter Tirel blieb bei ihm, während die anderen die Beute verfolgten. Die Sonne sank bereits, als der König, seinen Bogen spannend und einen Pfeil fliegen lassend, einen Hirsch leicht verletzte, der an ihm vorbei sprang … der Hirsch rannte weiter … der König verfolgte ihn lange Zeit und hob seine Hände um seine Augen vor den Sonnenstrahlen zu beschatten. In diesem Moment entschied sich Walter ein anderes Tier zu schießen. Oh, gütiger Gott ! Der Pfeil durchbohrte die Brust des Königs.
Als er getroffen wurde, sagte der König kein Wort, brach aber den Schaft des Pfeils ab, wo er aus dem Körper herausragte … Dies beschleunigte seinen Tod. Walter kam sofort angerannt, aber als er ihn bewusstlos sah, sprang er auf sein Pferd und flüchtete eilig.
Es gab niemanden, der ihn verfolgte: Die einen halfen ihm bei der Flucht, die anderen bedauerten ihn.
Der Körper des Königs wurde auf einen Karren gelegt und zur Kathedrale von Winchester gebracht … Blut tropfte aus seinem Körper auf dem gesamten Weg. Hier wurde er im Turm beerdigt. Im nächsten Jahr stürzte der Turm ein. Wilhelm Rufus starb im Jahr 1100 …vierzig Jahre alt. Er war ein Mann, der vom Klerus sehr bemitleidet wurde … er hatte eine Seele, die sie nicht retten konnten … Er wurde von seinen Soldaten geliebt, aber von seinem Volk gehasst, weil er es ausgeplündert hat.
Einer anderen Version zufolge soll sich Wilhelm aus unbekannten Gründen hinter einem Gebüsch geduckt haben, und Tyrell verwechselte sein rotes Haar – nach Wilhelm von Malmesbury war er blond – mit einem Eichhörnchen.
Kirchliche Chronisten bezeichneten ein derartiges Gottesurteil als angemessen für einen derart bösen König.
Im Laufe der Jahrhunderte wurde immer wieder vermutet, dass einer der vielen Feinde seine Hand im Spiel gehabt haben könnte. Selbst zeitgenössische Chronisten stellen Walter Tyrell als erfahrenen Bogenschützen dar, der nicht einfach einen derart ungestümen Schuss abgeben würde.
Auch wurde immer wieder erwähnt, dass Wilhelms jüngerer Bruder Heinrich vom Tod profitierte, weil er danach König wurde. Auch er hatte zur Jagdgesellschaft gehört.
Der Abt Suger von Saint-Denis, ein anderer Chronist, war Tyrells Freund und versteckte ihn im französischen Exil. Später schrieb er:
Ein gewisser Adliger, Walter Tirel, wurde verfolgt, weil er den König mit einem Pfeil erschossen haben soll; aber ich habe ihn oft gehört, als er nichts zu befürchten noch zu hoffen hatte, dass er feierlich geschworen hat, dass er weder an dem fraglichen Tag in dem Teil des Waldes war, in dem der König gejagt hat, noch ihn überhaupt im Wald gesehen hätte.
Wilhelm starb als Junggeselle und hinterließ keinen leiblichen Erben.

## Der Rufusstein

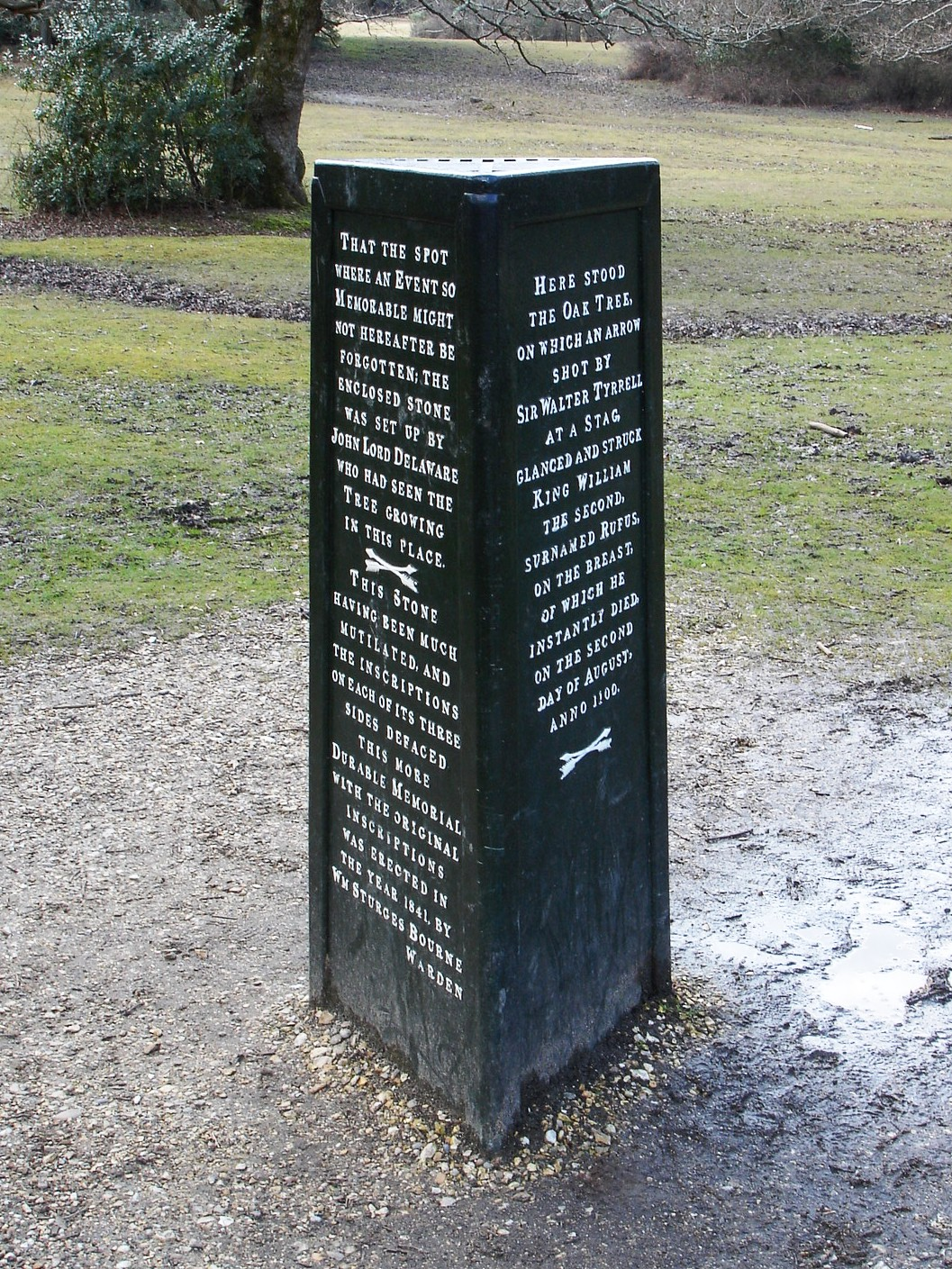
Der Rufusstein

Ein als „Rufusstein“ (50° 54′ 40,4″ N, 1° 37′ 1,4″ W) bekanntes Denkmal markiert die Stelle, von der man meint, dass der König dort gestorben sein soll. Die Behauptung, dass dies der Ort des Todes sei, geht auf einen Besuch des Waldes von Karl II. im 17. Jahrhundert zurück.
Die Inschrift auf dem Stein lautet:
Hier stand die Eiche, die von einem Pfeil, den Sir Walter Tyrell auf einen Hirsch geschossen hatte, gestreift wurde, der dann König Wilhelm II., genannt Rufus, in die Brust traf, worauf er sofort verstarb, am 2. August anno 1100. König Wilhelm II. wurde getötet, wie bereits berichtet, auf einen Karren gelegt, der einem Purkis gehörte, und von hier nach Winchester gebracht und in der Kathedralkirche jener Stadt beerdigt.
Das heutige Denkmal ist aus Gusseisen und stammt aus dem Jahr 1865.

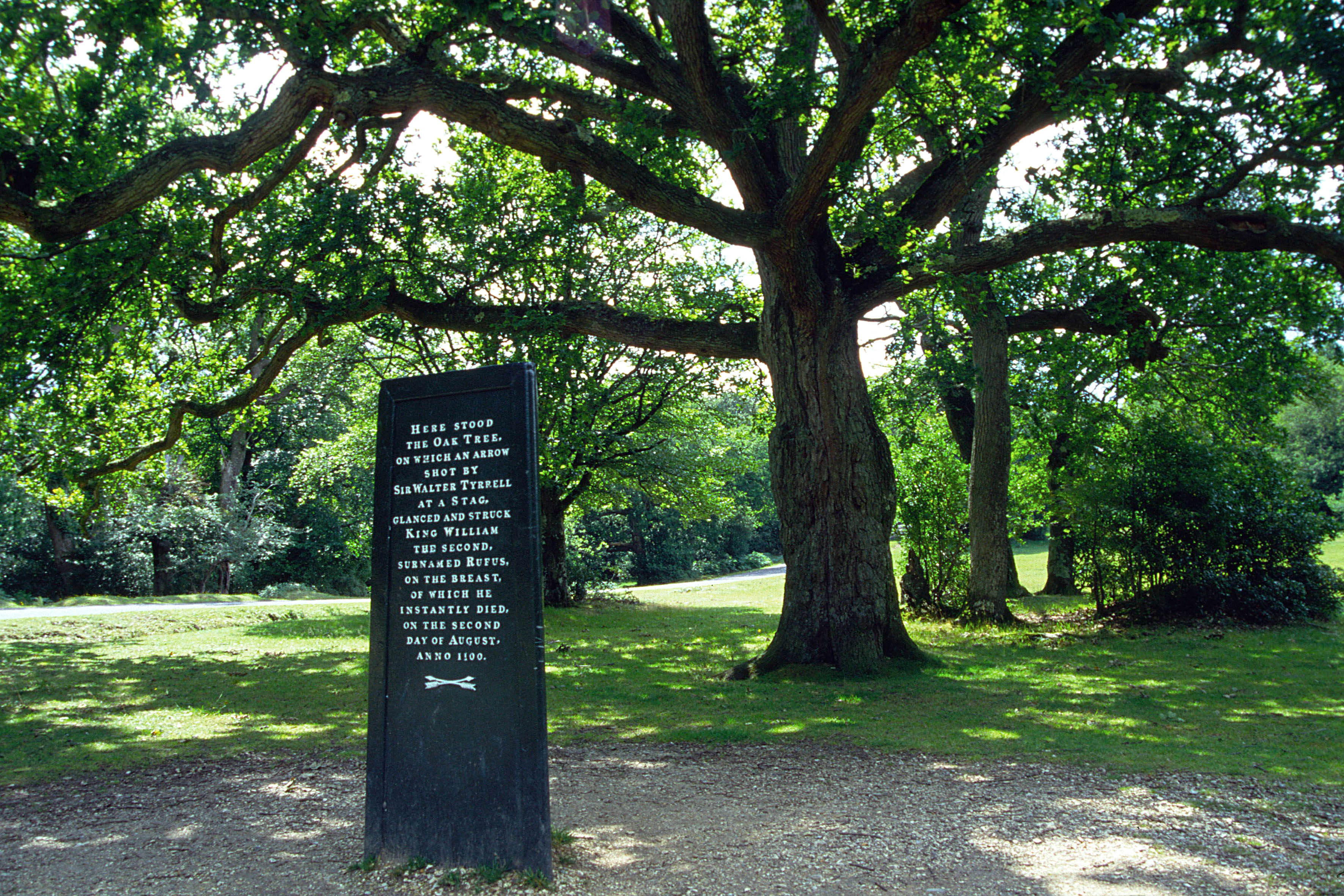
Rufusstein im New Forest

## Ahnentafel
| William II. von England | Vater: Wilhelm I. von England | Großvater: Robert I., Herzog der Normandie              | Urgroßvater: Richard II., Herzog der Normandie |
| William II. von England | Vater: Wilhelm I. von England | Großvater: Robert I., Herzog der Normandie              | Urgroßmutter: Judith                           |
| William II. von England | Vater: Wilhelm I. von England | Großmutter: Herleva                                     | Urgroßvater: Fulbert von Falaise               |
| William II. von England | Vater: Wilhelm I. von England | Großmutter: Herleva                                     | Urgroßmutter: Doda von Falaise                 |
| William II. von England | Mutter: Mathilde von Flandern | Großvater: Balduin V., Herzog von Flandern              | Urgroßvater: Balduin IV., Herzog von Flandern  |
| William II. von England | Mutter: Mathilde von Flandern | Großvater: Balduin V., Herzog von Flandern              | Urgroßmutter: Otgiva von Luxemburg             |
| William II. von England | Mutter: Mathilde von Flandern | Großmutter: Adela von Frankreich, Herzogin von Flandern | Urgroßvater: Robert II. von Frankreich         |
| William II. von England | Mutter: Mathilde von Flandern | Großmutter: Adela von Frankreich, Herzogin von Flandern | Urgroßmutter: Konstanze von Provence           |

## Belletristik
Wilhelm Rufus ist eine der Hauptfiguren in Valerie Anands historischem Roman König der Wälder (1989).
Er ist weiterhin eine Hauptfigur in Parke Godwins Roman Robin und der König (1993), dem zweiten Band von Godwins Interpretation der Robin-Hood-Legende.
Wilhelm II. ist eine Nebenfigur in Rebecca Gablés historischen Roman Das zweite Königreich.
Wilhelm II. ist indirekt Thema zweier historischer Romane von George Shipway: The Paladin und The Wolf Time haben als Hauptfigur Walter Tirel (oder Tyrell) den möglichen Meuchelmörder von König Wilhelm. Der Roman befasst sich damit, dass Heinrich, der jüngere Bruder von Wilhelm, hinter dem Mord stehen soll.
Wilhelm Rufus ist ebenfalls indirekt Thema in dem Roman von Brenda Joyce Die Geliebte des Normannen. Auch der Krieg und der Tod von Malcom III von Schottland kommen in diesem Roman vor.
Der Tod von William Rufus wird auch in der historisch nicht belegten Geschichte des New Forest, genannt The Forest, von Edward Rutherfurd dargestellt. In Rutherfurds Version der Ereignisse fand der Tod des Königs nicht an der Stelle des Rufussteins statt, und Walter Tyrell wird von der einflussreichen Familie Clare hereingelegt und des Mordes bezichtigt. Auch ein Purkiss kommt vor, der ein geschickter Geschichtenerzähler ist und (viel später) König Karl II. davon überzeugt, dass einer seiner Ahnen in den Mord verwickelt war.
Marilyn Durham erzählt in ihrem Roman Flambard’s Confession (1984) die Geschichte von Wilhelm Rufus’ Herrschaft aus der Sicht seines Vertrauten Ranulf Flambard.
William Rufus und seine Beziehung zu Tyrell sowie die Umstände seines Todes werden von Katherine Kurz und Deborah Turner Harris in Lammas Night erwähnt.
William Rufus ist eine Figur in Stephen Lawheads Rabenkönig-Saga über Robin Hood.
In den 1990er Jahren zeigte das Fernsehen den Film Blood Royal: William the Conqueror; Wilhelm Rufus wurde von Peter Firth gespielt.